# Йохан II (Катценелнбоген)
Йохан II фон Катценелнбоген (на немски: Johann II von Katzenelnbogen; * ок. 1303; † 2 март 1357) е граф на горното Графство Катценелнбоген.

## Произход
Той е вторият син на граф Герхард фон Катценелнбоген (ок. 1271 – 1311/1312) и втората му съпруга Маргарета фон Марк (ок. 1278 – 1327), дъщеря на граф Еберхард I фон Марк († 1308) и първата му съпруга Ирмингард фон Берг-Лимбург († 1294). По-големият му брат е граф Еберхард II фон Катценелнбоген († 1328/1329).

## Фамилия
Първи брак: ок. 1320 г. с графиня Анна фон Спонхайм († ок. 1330), дъщеря на граф Симон II фон Спонхайм и Елизабет фон Фалкенбург. Те нямат деца.
Втори брак: ок. 24 юни 1340 г. с графиня Елизабет фон Изенбург-Лимбург († 27 октомври 1351), вдовица на Улрих I фон Бикенбах († 1339), дъщеря на граф Йохан I фон Изенбург-Лимбург и Елизабет фон Геролдсек. Те имат децата:
- Йохан († 1361)
- Аделхайд († 1397), омъжена пр. 21 февруари 1355 г. за Хайнрих II Спонхайм-Щауф-Боланден († 1393)
- Герхард († 1402), катедрален провост в Шпайер
- Дитер VIII (1340 – 1402), граф на горното графство Катценелнбоген, женен I. на 18 юни 1361 г. за Елизабет фон Насау-Висбаден († 1389), II. пр. 11 януари 1391 г. за графиня Анна фон Насау-Хадамар († 1404)